# Olympische Sommerspiele 1948/Leichtathletik – Diskuswurf (Frauen)

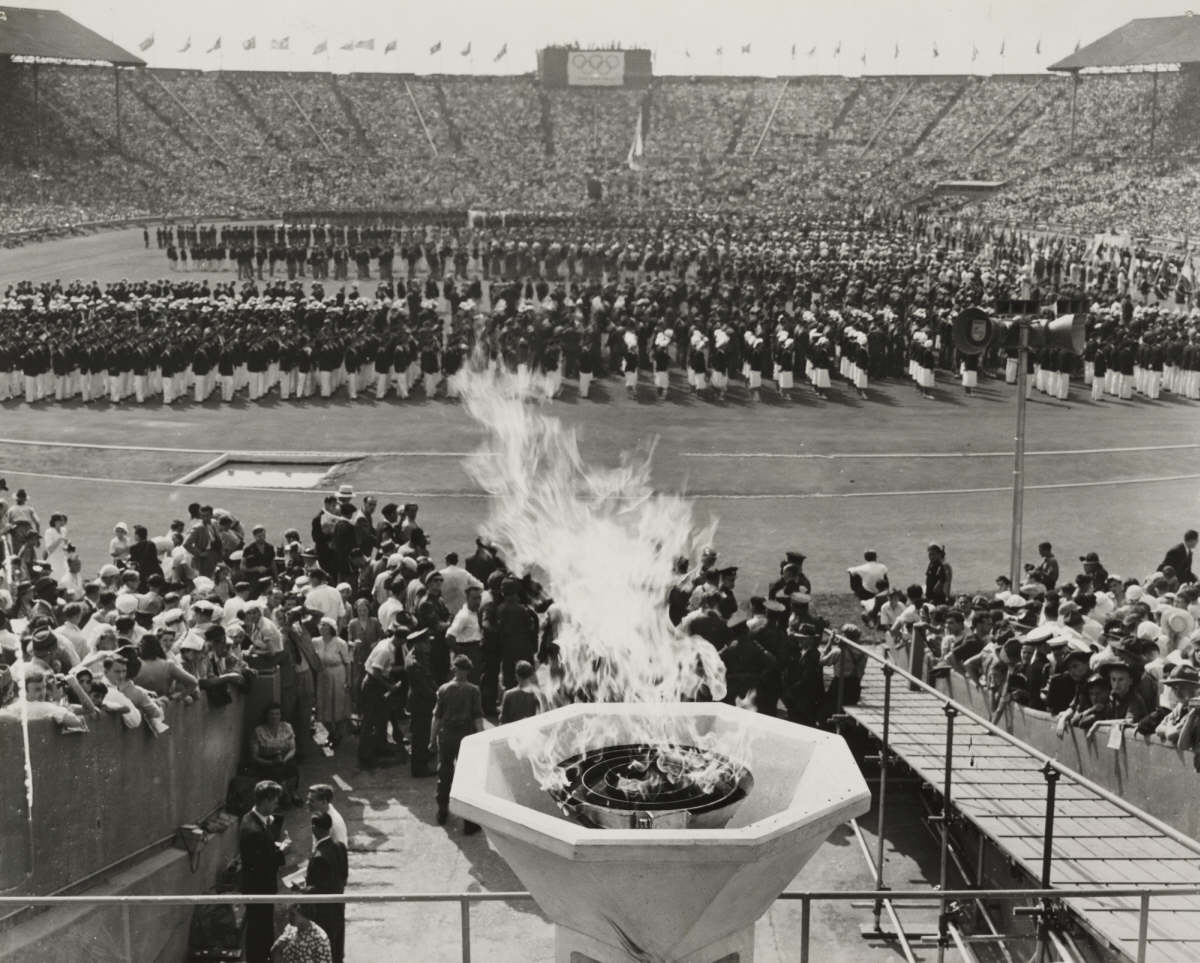
Eröffnungsfeier bei den Olympischen Spielen in London

Der Diskuswurf der Frauen bei den Olympischen Spielen 1948 in London wurde am 30. Juli 1948 im Wembley-Stadion ausgetragen. 21 Athletinnen nahmen teil. Das Finale war die erste Entscheidung in der Leichtathletik in London.
Olympiasiegerin wurde die Französin Micheline Ostermeyer. Sie gewann vor der Italienerin Edera Gentile und der Französin Jacqueline Mazéas.

## Bestehende Rekorde
| Weltrekord         | 48,31 m | Gisela Mauermayer ( Deutsches Reich) | Berlin, Deutsches Reich                  | 11. Juli 1936  |
| Olympischer Rekord | 47,63 m | Gisela Mauermayer ( Deutsches Reich) | Qualifikation OS Berlin, Deutsches Reich | 4. August 1936 |

Anmerkung zum Weltrekord:

Die sowjetische Werferin Nina Dumbadse erzielte am 29. August 1946 im norwegischen Sarpsborg 50,50 m. Doch diese Weite wurde nicht als Weltrekord anerkannt, weil die Sowjetunion damals noch kein Mitglied der IAAF war.
Der bestehende olympische Rekord wurde bei diesen Spielen nicht erreicht. Olympiasiegerin Micheline Ostermeyer verfehlte mit ihrem weitesten Wurf diesen Rekord um 5,71 m.

## Durchführung des Wettbewerbs
21 Teilnehmerinnen traten am 30. Juli zum Wettkampf an. Auf eine Qualifikationsrunde wurde verzichtet.

## Endergebnis

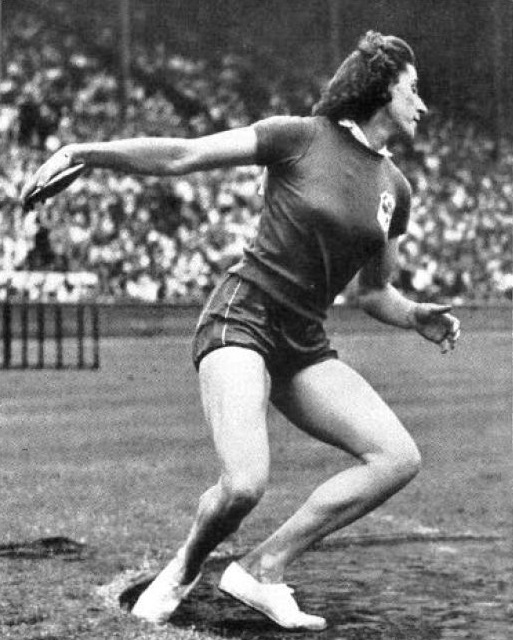
Micheline Ostermeyer errang ihre erste Goldmedaille – später gab es noch eine zweite im Kugelstoßen sowie Bronze im Weitsprung

30. Juli 1948, 15.30 Uhr
Anmerkung:
Nur die jeweiligen Bestweiten sind überliefert. Die Reihenfolge und Weiten der einzelnen Versuche sind unbekannt.
| Platz | Name                 | Nation         | Bestweite |
| ----- | -------------------- | -------------- | --------- |
| 1     | Micheline Ostermeyer | Frankreich     | 41,92 m   |
| 2     | Edera Gentile        | Italien        | 41,17 m   |
| 3     | Jacqueline Mazéas    | Frankreich     | 40,47 m   |
| 4     | Jadwiga Wajs         | Polen          | 39,30 m   |
| 5     | Lotte Haidegger      | Österreich     | 38,81 m   |
| 6     | Ans Panhorst-Niesink | Niederlande    | 38,74 m   |
| 7     | Majken Åberg         | Schweden       | 38,48 m   |
| 8     | Ingeborg Mello       | Argentinien    | 38,44 m   |
| 9     | Frieda Tiltsch       | Österreich     | 37,19 m   |
| 10    | Paulette Veste       | Frankreich     | 36,84 m   |
| 11    | Frances Kaszubski    | USA            | 36,50 m   |
| 12    | Gudrun Arenander     | Schweden       | 36,25 m   |
| 13    | Nel Roos-Lodder      | Niederlande    | 36,15 m   |
| 14    | Bevis Reid           | Großbritannien | 35,84 m   |
| 15    | Marianne Schläger    | Österreich     | 34,79 m   |
| 16    | Dorothy Dodson       | USA            | 34,69 m   |
| 17    | Gabre Gabric         | Italien        | 34,17 m   |
| 18    | Pak Bong-sik         | Südkorea       | 33,80 m   |
| 19    | Margaret Birtwistle  | Großbritannien | 33,02 m   |
| 20    | Elspeth Whyte        | Großbritannien | 32,46 m   |
| 21    | Julija Matej         | Jugoslawien    | 30,25 m   |

In Abwesenheit der sowjetischen Sportlerinnen, insbesondere der amtierenden Europameisterin Nina Dumbadse, gelang der Französin Micheline Ostermeyer der Sieg in einem Wettkampf, dessen Siegesweite fast sieben Meter kürzer war als der Weltrekord. Auch Gisela Mauermayers olympischer Rekord wurde bei Weitem nicht erreicht. Die Siegerin Micheline Ostermeyer wäre mit ihrer Leistung 1936 in Berlin Dritte geworden. In einem Filmbeitrag erzählt sie, dass sie erst wenige Wochen vor den Spielen in London einen Diskus in die Hand genommen habe. Im französischen Team wurde eine dritte Werferin für diese Disziplin gesucht und Ostermeyer errang diesen Platz. Umso erstaunlicher ist es, dass sie mit ihrem letzten Wurf die olympische Goldmedaille gewann.
Die beiden erstplatzierten Werferinnen gewannen die ersten Medaillen ihrer Länder in dieser Disziplin.

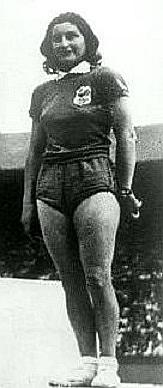
Bronzemedaillengewinner Jacqueline Mazéas
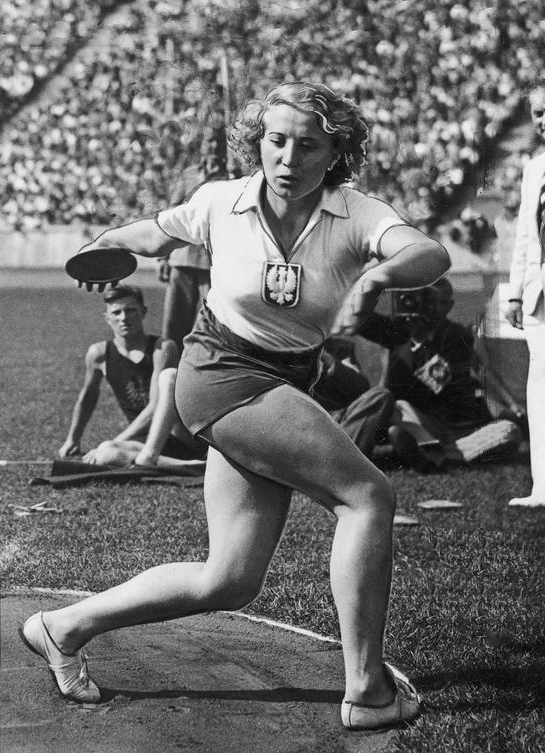
Nach Bronze in 1932 und Silber 1936 belegte Jadwiga Wajs nun Rang vier

## Videolinks
- London 1948 Olympics - Official Full Film, Bereich 9:56 min bis 12:49 min, youtube.com, abgerufen am 29. Juli 2021
- London Olympics - 1948 | Today In History | 29 July 17, Bereich 5:21 min bis 5;52 min, youtube.com, abgerufen am 29. Juli 2021
- Micheline Ostermeyer - Discus, Shot Put & Artist | London 1948 Olympics, youtube.com, abgerufen am 29. Juli 2021
- Micheline Ostermeyer : del piano al podio olímpico, youtube.com, abgerufen am 24. August 2017